# Хокон VI
Хокон VI Магнусон (на норвежки: Håkon VI Magnusson), е крал на Норвегия от 1343 до 1380 г. и на Швеция от 1362 до 1364 г.

## Биография
Роден е през 1340 година в Швеция. Той е по-младият син на крал Магнус VII Ейриксон и неговата съпруга Бланш дьо Намюр. На 3-годишна възраст е обявен за крал на Норвегия, но започва да управлява ефективно чак от 1355 г., дотогава страната продължава да се управлява от баща му.
Когато по-големият му брат Ерик XII, крал на Швеция, умира през 1359 г., Хокон участва наравно с баща си в управлението и на Швеция между 1362 и 1364 г. През 1364 г. неговият братовчед Албрехт Мекленбургски е определен за новия крал на Швеция. Хокон и баща му Магнус Ейриксон няколко години водят неуспешна война срещу Албрехт, но в крайна сметка норвежката армия е разбита в битката при Еншьопинг и Магнус Ейриксон е пленен, а Хокон успява да го избави от плен чак в 1371 г.
Хокон управлява Норвегия до смъртта си през 1380 г. включително три шведски провинции, сред които Даларна.

## Семейство
На 9 април 1363 г. Хокон се жени за Маргарета I Датска. Те имат само един син – Олаф IV Хоконсон, който става наследник на трите скандинавски кралства и царува в Норвегия от 1380 до 1387 г. и в Дания от 1376 до 1387 г., където е познат под името Олуф II Датски.